# Ville Ritola
Vilho »Ville« Eino Ritola, finski atlet, * 18. januar 1896, Peräseinäjoki, Finska, † 24. april 1982, Helsinki, Finska.
Ritola je nastopil na poletnih olimpijskih igrah v letih 1924 v Parizu in 1928 v Amsterdamu ter osvojil pet zlatih in tri srebrne medalje. Na igrah leta 1924 je postal olimpijski prvak v teku na 10000 m, 3000 m z zaprekami, 3000 m ekipno in ekipnem krosu, olimpijski podprvak v teku na 5000 m in posamičnem krosu, leta 1928 pa je postal olimpijski prvak v teku na 5000 m in podprvak v teku na 10000 m. Maja in julija 1924 je s časoma 30:35,4 in 30:23,2 1924 postavil dva zaporedna svetovna rekorda v teku na 10000 m, drugega ob olimpijski zmagi. Veljal je do avgusta istega leta, ko ga je še za 17 s izboljšal Paavo Nurmi. 